# October Tide
Az October Tide svéd death-doom együttes, amelyet 1995-ben alapított a Katatonia énekese, Jonas Renkse és a Katatonia akkori gitárosa, Fred Norrman.

## Története
A zenekar első nagylemezét, a "Rain Without End"-et 1995-ben rögzítette és 1997-ben jelentette meg a Vic Records kiadónál. Ekkoriban az együttes még nem koncertezett és interjúkat sem adtak.
Második albumuk, a "Grey Dawn" 1999-ben került piacra az Avantgarde Records gondozásában. Renkse helyét a This Ending együttes énekese, Mårten Hansen vette át.
A Grey Dawn kiadása után az October Tide feloszlott.
2009-ben Norrman újra megalapította az együttest, új zenészekkel. Az új felállás a következő: Fred Norrman - gitár, Tobias Netzell - ének, Robin Bergh - dob és Jonas Kjellgren - basszusgitár. 2010-ben leszerződtek a Candlelight Records kiadóhoz.
Az újjáalakult October Tide első nagylemeze a 2010-es "A Thin Shell" volt. Ezután Pierre Stam basszusgitáros csatlakozott a zenekarhoz.
2012 márciusában Netzell és Stam elhagyták az együttest, helyükre Mattias Norrman és Alexander Högbom kerültek.
2012 áprilisában a Pulverised Records kiadóhoz szerződtek. 2013-as "Tunnel of No Light" lemezüket ők jelentették meg. 2015-ben Robin Bergh helyére Jocke Wallgren került. A 2016-os "Winged Waltz" lemezük pedig az Agonia Records gondozásában került piacra.

## Tagok
Jelenlegi felállás
- Fred Norrman - gitár (1995-1999, 2009-)
- Mattias Norrman - basszusgitár (2011-2016), gitár (2016-)
- Alexander Högbom - ének (2012-)
- Johan Jönsegård - basszusgitár (2016-)
- Jonas Sköld - dob (2016-)

Korábbi tagok
- Jonas Renkse - dob (1995-1999)
- Mårten Hansen - ének (1998-1999)
- Tobias Netzell - ének (2009-2012)
- Pierre Stam - basszusgitár (2010-2012)
- Johan Jansson - basszusgitár (koncerteken, 2010)
- Robin Bergh - dob (2009-2014)
- Jocke Wallgren - dob (2014-2016)
- Emil Alstermark - gitár (2010-2016)[3]

## Diszkográfia
- Promo Tape (demó, 1995)
- Rain Without End (album, 1997)
- Grey Dawn (album, 1999)
- A Thin Shell (album, 2010)
- Tunnel of No Light (album, 2013)
- Winged Waltz (album, 2016)
- In Splendor Below (album, 2019)[4]
- The Cancer Pledge (album, 2023)